# Мужчине живётся трудно. Фильм 7: История борьбы
«Мужчине живётся трудно. Фильм 7: История борьбы» (яп. 男はつらいよ 奮闘篇, отоко-ва цурай ё: фунтохэн; другое название — «Добрый самаритянин Тора-сан»; англ. Tora-san, the Good Samaritan (Tora-san 7) — японская комедия режиссёра Ёдзи Ямады, вышедшая на экраны в 1971 году.

## Сюжет
Родная мать Тора-сана, Кику решила впервые за долгие годы посетить Сибамату. Но пришедшему в дом Торадзиро такой её внезапный интерес пришёлся не по душе. Между ними возникает ссора, так как мать желает появления внуков, а Торадзиро считает, что у него не было, нет, и не предвидится жены, стало быть, о внуках не может быть и речи. В результате Тора-сан хлопает дверью и бежит куда глаза глядят подальше от надоедливой мамаши. В пути он встречает хорошенькую девушку Ханако. Он написал ей свой адрес, и они расстались. Но Ханако вскоре появляется в Сибамате. Каждый из родни Торы предлагает найти ближайших родственников Ханако, но Тора-сан не суетился, пока… не услышал от девушки о её намерении выйти за него замуж. Вот тут-то он подсуетился, чтобы побыстрее… избавиться от неё.

## В ролях
- Киёси Ацуми — Торадзиро Курума (или Тора-сан)
- Тиэко Байсё — Сакура, сестра Торадзиро
- Руми Сакикабара — Ханако
- Тётё Мияко — Кику, мать Тора-сана
- Хироси Инудзука — полицейский
- Куниэ Танака — учитель Фукуда
- Син Морикава — Тацудзо, дядя Тора-сана
- Тиэко Мисаки — Цунэ, тётя Тора-сана
- Гин Маэда — Хироси, муж Сакуры
- Хисао Дадзай — Умэтаро Кацура, босс Хироси
- Косан Янагия — Рамэнъя
- Тисю Рю — священник
- Сатико Мицумото — Фуюко

## Премьеры
- — национальная премьера фильма состоялась 28 апреля 1971 года в Токио[1].
- — премьера в США 25 июня 1975 года[1].

## Награды и номинации
Кинопремия «Майнити» (1972)
- Премия лучшему режиссёру 1971 года — Ёдзи Ямада (ex aequo — «Мужчине живётся трудно. Фильм 6: История бескорыстного чувства» и «Мужчине живётся трудно. Фильм 8: Любовная песня Торадзиро»).

Премия журнала «Кинэма Дзюмпо» (1972)
- Номинация на премию за лучший фильм 1971 года, однако по результатам голосования занял лишь 11 место.

## Комментарии
1. ↑  Русское название «Добрый самаритянин Тора-сан», встречающееся на некоторых русскоязычных сайтах в сети появилось от английского названия фильма в международном прокате — Tora-san, the Good Samaritan, однако в советском киноведении было принято упоминать о фильме в его переводе с японского оригинала